# Svenska kyrkan i Frankfurt am Main
Svenska kyrkan i Frankfurt am Main är en av Svenska kyrkans utlandsförsamlingar. 

## Administrativ historik
Församlingen bildades 1965. 

## Kyrkoherdar
| Ämbetstid | Namn             | Levnadstid | Övrigt |
| --------- | ---------------- | ---------- | ------ |
| 2015–2016 | Torvild Evensson | 1954–      | [ 1 ]  |

### Fotnoter
1. ↑   Matrikel 2016: Svenska kyrkan (69:a utgåvan). Stockholm: Verbum. 2016. sid. 418. ISBN 978-91-5263615-2